# Ha’atelier

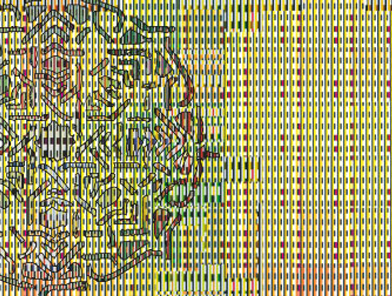
Logo von ha’atelier – werkstatt für philosophie und kunst

ha’atelier – werkstatt für philosophie und kunst ist eine internationale Plattform für jüdisch-muslimische und andere Kooperationen in Philosophie, Wissenschaft und Kunst.
Die Werkstatt stellt ein ortsunabhängiges Netz von enzyklopädischen Fragestellungen und Themen in den Raum, das sich konzentrisch je nach thematischer Perspektive, fakultativer Besetzung und Ortslage an verschiedenen Metropolen der Welt verkörpert und dokumentiert. ha’atelier agiert in einer nomadischen Struktur, seine „flying faculty“ besteht aus einem internationalen Netzwerk von Wissenschaftlern, Literaten und Künstlern.

## Geschichte
ha’atelier – werkstatt für philosophie und kunst wurde 2001 von der Philosophin und Kulturwissenschaftlerin Almut Sh. Bruckstein mit einer internationalen Gruppe von Künstlern, Wissenschaftlern und Literaten in Berlin gegründet. Im Mittelpunkt der Arbeit steht die öffentliche Renaissance jüdischer und islamischer kosmopolitischer Traditionen im Kontext der inner- und außereuropäischen Kultur, insbesondere der bildenden Künste.
Die öffentliche Arbeit von ha’atelier umfasste bisher:
- Die Veranstaltung mehrerer internationaler literarischer und künstlerischer Salons mit prominenten Teilnehmern und Gästen.
- Die Organisation mehrerer thematischer Ausstellungen, die sich zugleich als Avantgarde einer philosophischen Werkstatt/Madrasa im Museum verstanden haben.
- Die Uraufführung oder Wiederaufführung musikalischer Werke an öffentlichen Orten wie Museen, Theatern etc. im Rahmen der bildenden Künste, der rabbinischen Literatur oder der Philosophie.
- Die Herausgabe zweier Publikationsreihen mit insgesamt sieben Titeln in zwei Jahren, die bisher vor allem Werkstücke der zeitgenössischen jüdischen Kulturkritik gezeigt haben.
- Die Platzierung einer Großanzeige Kein Krieg! in der Wochenzeitschrift Die Zeit vom 10. August 2006 in Kooperation mit medico-international, die über 70 Unterschriften aus aller Welt, insbesondere aus Israel, den islamischen Ländern des Nahen Ostens, Europas und den USA gegen den Krieg vereint.

## Enzyklopädische Themenfelder
Folgende enzyklopädische Themenfelder stehen für ein neues Ordnungsprinzip in den Wissenschaften und Künsten, quer zu den klassischeren Fakultäten der verschiedenen Universitäten und Akademien der Künste.

### Kalligraphie
Das Themenfeld Kalligraphie nimmt die visuelle Eigenständigkeit der Schrift als Kunstform, als Anschauung, als Autonomie des Bildhaften in den Blick. Die Werkstattreihen bieten ein Kaleidoskop künstlerischer, ästhetischer und philosophischer Zugänge zur Bedeutung der Schrift, des Schriftbildes, des Buchstabens und der Zeichen vor dem Hintergrund islamischer und jüdischer Überlieferung. Die Werkstattreihen zu diesem Thema zeigen anhand von ausgesuchten Exponaten, Bildern und Texten verschiedenster Herkunft eine bisher kaum beachtete Liaison des Juden mit dem Muslim auf, welche die Genese europäischer Kunstgeschichte vor dem Hintergrund byzantinischer und kirchenväterlicher Theologien des Bildes und der Ikone als Repräsentation göttlicher Gegenwart in christlicher Kirchenkunst von Grund auf in Frage stellt.
ha’atelier knüpft in diesem Themenfeld an zeitgenössische Arbeiten an, in der Wissenschaftler und Dichter, Künstler, Kuratoren, Tänzer und Choreographen gerade vor dem Hintergrund klassischer jüdischer und islamischer Theologie von einer Autonomie des Bildhaften im Phänomen der Schrift selbst ausgehen.

### Punkt und Linie
In diesem Themenfeld wird die geometrische Grundkonfiguration von Punkt und Linie zum Ausgangspunkt einer phänomenologischen Erkundung so verschiedener Bereiche wie islamischem Baudekor, Architektur, Mathematik und Geometrie, Rhythmus, Musik, Metrik und Poesie. Dabei gehört die (politische) Frage nach dem „bloß Ornamentalen“ in islamischer Kunst genauso in den Horizont dieses Themas wie Fragen der intensiven und extensiven Unendlichkeit bei Nikolaus von Kues (1401–1464), der Bedeutung binärer Grundkonstellationen für die zeitgenössischen bildenden und musischen Künste oder verschiedener Ton- und Rhythmenskalen in der europäischen und außereuropäischen Musik.
Performative Life-Darstellungen mittelalterlicher und zeitgenössischer, arabischer und nah-östlicher Musik sind lebendiger Teil dieses Themenfeldes.

### Miniatur
Das Themenfeld Miniatur erforscht das Spannungsfeld zwischen Kritik und Affirmation figurativer Repräsentation vor dem Hintergrund visueller und poetischer Einbildungskraft in der islamischen und jüdischen Welt. Dabei geht ha’atelier von der Miniatur in der islamischen Kunst aus (Miniatur von lateinisch minium, persisch zinjifrah, Zinnober), die vor allem in persischer und osmanischer Tradition ihre Blüte erlebte. Die malerische Migration der Formen in hybriden Angleichungen an Bildwelten aus China und Indien sind Thema der Werkstattreihen, wobei ha’atelier diese Migration der Formen bis in die Kunst, Musik und Theatertraditionen des 20. Jahrhunderts hinein nachzeichnet. Die Zweitbedeutung Miniatur von minor, kleiner, spielt in den Darstellungsformen der Werkstattreihen eine konstitutive Rolle.

### Polyphonie
Im Themenfeld Polyphonie inszeniert ha’atelier Phänomene der musischen und narrativen Vielstimmigkeit. Dabei arbeiten die Werkstätten dieses Themenfeldes interkulturelle Traditionslinien zwischen den musischen, literarischen und religiösen Überlieferungssträngen der Antike und des Mittelalters heraus, die insbesondere Europa und den Nahen Osten bis in die Gegenwart prägen. In Mischformen performativer und wissenschaftlicher Workshops fragt ha’atelier danach, wie narrative und lyrische Erzählstränge zwischen biblischen, hellenistischen, byzantinischen, rabbinischen und islamischen Traditionen verhandelt werden und bis in die Moderne reichen. Was ist das Verhältnis von literarischer Hochkultur und volkstümlicher Überlieferung? Wie erscheinen mittelalterliche Erzählfiguren und Musikstränge in der Moderne?
Die universalen europäischen, jüdischen und islamischen Gelehrtentraditionen des 19. Jahrhunderts in ihrer Arbeit an den Quellen des Judentums und des Islams sind ein besonderes Augenmerk dieses Themenfeldes. Die performativen Veranstaltungen dieses Themenfeldes zeigen originäre zeitgenössische Collagen, welche die interkulturelle Textur klassischer musikalischer, lyrischer und theologischer Kompositionen in den Vordergrund stellen – oft in Form der Bearbeitung klassischer Text-, Musik- oder sonstiger Werkstücke.

### Polis
Der Themenraum Polis hat Fragen des (kultur-)politischen Zusammenlebens von Menschen in urbanen Strukturen zum Inhalt: Entwürfe urbaner Gestaltung, Mechanismen der Einbindung von Kunst in öffentliche Räume, die Funktion der großen Metropolen und Mega-Städte in die Gestaltung einer zukünftigen Agenda völkerverbindender Projekte und Visionen. Die „große Stadt“ gilt dabei als Prinzip der integralen Vielfältigkeit, Polis steht für die Idee der Berührung vieler Welten auf verengtem Raum, für den Makrokosmos im Mikrokosmos, für die Möglichkeit des Neben- und Miteinanderbestehens des Mannigfaltigen und Verschiedenen. In diesem Sinne sind auch Projekte, die augenscheinlich nichts mit der „(großen) Stadt“ zu tun haben und vielmehr das Zusammen-Bestehen des Mannigfaltigen zum Inhalt haben, integraler Bestandteil dieses Themenraumes.

### Ost-West
Das Themenfeld Ost-West fragt nach den Spuren des Wechselverhältnisses zwischen dem „Orient“ und dem „Okzident“ in der darstellenden Kunst, in Literatur und Wissenschaft. Die hier entstehenden Arbeiten zeigen den Orient einerseits als klassische Projektionsfläche, auf welcher der Westen seine eigene politische Identitätsfindung austrägt und auf die er seine verdrängten Phantasien, Wunschbilder und Vorstellungen des „Fremden“ projiziert. „Orientmotive“ in der europäischen Kunst zeugen von diesem Prozess. Andererseits gibt es seit Zeiten des abbasidischen Bagdad im späten 8. Jahrhundert einen doppelten Kulturtransfer zwischen Ost und West, der eine tief greifende innere Wirkung sowohl im Osten als auch im Westen gezeitigt hat.
In den internationalen Werkstattreihen dieses Themenfeldes – die zum Teil auf öffentlicher Bühne stattfinden – wird die Orientalismus-Kritik, die in den 1970er Jahren von Edward Said formuliert worden ist, in verschiedene Bereiche der darstellenden Künste und der zeitgenössischen Forschung hineingetragen. Dabei verfolgen Wissenschaftler und Künstler die Fragen der Orientalismus-Kritik im Bereich der Islamwissenschaften, der Literatur, der bildenden und darstellenden Künste bis in die politische Rhetorik der Moderne und der Gegenwart hinein. Fragen der post-nationalen und postkolonialen Identität sind ebenfalls Gegenstand dieses Themenfeldes. Werkstätten in verschiedenen Metropolen innerhalb und außerhalb Europas sind in Planung.

### Der nackte Feind
Anknüpfend an die Ausstellung Islam in Kathedralen. Bilder des Anti-Christen in der islamischen Kunst mit Bildern und Texten von Claudio Lange sowie dem dazugehörigen Buch Der nackte Feind. Anti-Islam in der romanischen Kunst (2004) fragt dieses Themenfeld nach der komplexen Geschichte des Feindbildes und den dazugehörigen kulturellen, psychischen und theoretischen Projektionen in seiner Genese innerhalb und außerhalb Europas. Insbesondere die feindlichen Ikonographien des Muslims und des Juden sind Bestandteil dieses Themenfeldes. Die Frage nach den Prozessen der gewaltsamen Aneignung und Enteignung, kollektiven Brandmarkung, kulturellen Verachtung und Vernichtung des Anderen bestimmen die Materialien dieser Werkstatt- und Colloquienreihe durch alle Kunst- und Literaturformen hindurch.
Die Werkstätten beschäftigen sich mit politischer Theologie, mit der Geschichte von Feindbildern, mit der Instrumentalisierung der bildenden und darstellenden Künste im Kontext der Rhetorik des Krieges, mit Medienrevolutionen und Medienkritik.

### Politische Utopien
Das Themenfeld Politische Utopien umfasst Projekte und Initiativen, die politische Gegenwelten, Antizipationen von Frieden und Gerechtigkeit, Abschaffung von Krieg und Armut als künstlerischen oder literarischen Imperativ in den öffentlichen Raum stellen. Es zeigt Widerstand gegen Gewalt und Ohnmacht in Kunst, Literatur und Philosophie, künstlerischen oder literarischen Aktivismus gegen Rassismus, Islamophobie oder Antisemitismus. Die Liaison von Juden und Muslimen im Widerstand gegen die Instrumentalisierung ihrer jeweiligen Kulturräume in Gegenden des militärischen und gewaltsamen Konflikts bildet einen der Inhalte dieses Themenfeldes.

### Eros
Unter dem Themenfeld Eros bearbeitet diese Werkstattreihe künstlerische und philosophische Materialien, die als Bausteine für eine zukünftige Theorie der Berührung, des Begehrens, der nicht-territorialen Ordnung der Dinge, der Gleichzeitigkeit des Ungleichzeitigen, der Subversion und Unterwanderung kollektiver Grenzziehungen, der Weiblichkeit, wie auch des Amalgams, des Hybriden, des Orgastischen und Ekstatischen dienen mögen.
In dieser Werkstattreihe kommen alle Wissenschaften und Künste zur Sprache.

## Methoden
Den methodischen Kern der Arbeit von ha’atelier bildet das Aufspüren ursprünglicher Verbindung theoretischer und künstlerischer Arbeit, wissenschaftlicher und performativer Kunstformen. Dabei zeigt ha’atelier innovative Wege der fruchtbaren Grenzüberschreitung zwischen Schrift- und Bildtraditionen auf und bewegt sich dabei vor allem zwischen den Kulturen Europas und denen der nah-östlichen und islamischen Welt.
Durch seine Aktivitäten an verschiedensten Metropolen der Welt in Mischformen von Ausstellungen, akademischen Workshops, Theater-, Film- und anderen Performancekünsten, informellen Kolloquien etc. verbindet ha’atelier heterotope Materialien, Kunstformen, Personen und Kulturlandschaften in Form eines variablen Kaleidoskops von enzyklopädischen Fragestellungen.
ha’atelier bezieht die Perspektiven der Künstler und ihrer Werke auf originäre Weise in den Prozess der Wissensfindung mit ein. Das „Atelier des Künstlers“ spielt für diesen Wissensprozess eine wesentliche Rolle. Die je nach Ort und Thema – im Atelier, im Museum, im Theater, der Akademie oder sonst im öffentlichen Raum – sich zusammenfindenden Künstler und Wissenschaftler entwerfen eine phänomenologische Ordnung der Dinge, die sie durch Veröffentlichungen, Videos, Aufnahmen etc. fortlaufend dokumentieren. Auf diese Weise entsteht ein enzyklopädisches Curriculum zwischen verschiedenen Künsten und Wissenschaften, welches sich in fortlaufender Arbeit an dem Themenkompass von ha’atelier fortschreibt.
Auf der Nahtstelle zwischen dem subjektiven Blickwinkel der beteiligten Wissenschaftler und Künstler und der objektiven Beschaffenheit des Materials, des Textes, der Kunstwerke etc. erscheinen unvorhergesehene Berührungspunkte, Verbindungen und Reibungsflächen, die sich als ephemere Thesenpunkte präsentieren. Die Dokumentation des auf diese Weise entstehenden theoretischen und künstlerischen Curriculums kommt dem Entwurf einer phänomenologischen Ordnung der Dinge gleich, die zugleich universal und partikular, konkret und abstrakt, bild- und textbezogen denkt.

## Netzwerk

### Direktorin
Almut Sh. Bruckstein, Initiatorin und Direktorin von ha’atelier – werkstatt für philosophie und kunst, Direktorin des internationalen Projekts Jüdische und islamische Hermeneutik als Kulturkritik, war 2004–2006 Inhaberin der Martin Buber-Professur an der Johann Wolfgang Goethe-Universität Frankfurt, zuvor unter anderem Gastprofessorin am Institut für Philosophie der Universität Bremen (2002) und am Simon-Dubnow-Institut für jüdische Geschichte und Kultur der Universität Leipzig (2002/2003). Bruckstein veröffentlichte u. a. Vom Aufstand der Bilder. Studien zu Rembrandt und Midrasch mit einer Skizze für eine zukünftige jüdisch-islamischen Werkstatt für Wissenschaft und Kunst (2006) und Die Maske des Moses. Studien zur jüdischen Hermeneutik (2001).